# مقاطعة أكجوجت
أكجوجت هي مقاطعة موريتانية، وهي عاصمة ولاية إينشري في شمال موريتانيا.
تعد أكجوجت هي عاصمة المقاطعة، إضافة إلى مقاطعة بنشاب.